# Quillan
Quillan (occitan: Quilhan) là một xã của Pháp, nằm ở tỉnh Aude trong vùng Occitanie.
Người dân địa phương trong tiếng Pháp gọi là Quillanais.

## Hành chính
| Danh sách các xã trưởng                |           |                 |         |                                            |
| Giai đoạn                              | Giai đoạn | Tên             | Đảng    | Tư cách                                    |
| tháng 3 năm 2001                       | 2014      | Maurice Aragou  | PS      | Conseiller général                         |
| 1910                                   | 1914      | Paulin Nicoleau | Radical | Tổng ủy viên hội đồng du Canton de Quillan |
|                                        |           | Jean Bonnail    | PRRRS   | Député, Conseiller général                 |
| Tất cả các dữ liệu trước đây không rõ. |           |                 |         |                                            |

## Thông tin nhân khẩu
| Năm | 1962  | 1968  | 1975  | 1982  | 1990  | 1999  |
| --- | ----- | ----- | ----- | ----- | ----- | ----- |
| Dân số | 4 424 | 4 847 | 4 968 | 4 459 | 3 818 | 3 542 |
| From the year 1968 on: No double counting—residents of multiple communes (e.g. students and military personnel) are counted only once. |       |       |       |       |       |       |

## Nhân vật nổi bật
- Jean-Claude Rouan
- Charles Marx
- Jean Guiraud
- Laurent Reverte
- André Desseilles
- Robert Punzano